# 11533 Akebäck
(11533) Akebäck, denumire internațională (11533) Akeback, este un asteroid din centura principală de asteroizi.

## Descriere
11533 Akebäck este un asteroid din centura principală de asteroizi. A fost descoperit pe 1 martie 1992 la Observatorul La Silla în cadrul programului UESAC. Asteroidul prezintă o orbită caracterizată de o semiaxă mare de 3,00 ua, o excentricitate de 0,10 și o înclinație de 9,7° în raport cu ecliptica.